# Tomás de la Cerda

Stemma De la Cerda

Tomás Antonio Manuel Lorenzo de la Cerda y Aragón, terzo marchese di La Laguna, Grande di Spagna (Cogolludo, 24 dicembre 1638 – Madrid, 22 aprile 1692), è stato un nobile spagnolo e viceré di Galizia e Nuova Spagna dal 1680 al 1686. È meglio noto come Conte di Paredes, nonostante fosse solo il titolo della consorte.

## Gioventù
Tomás de la Cerda nacque a Cogolludo, Spagna, da un'illustre famiglia con tradizione militare e conoscenze politiche. Era il quarto figlio di Antonio de la Cerda, settimo duca di Medinaceli, e Ana Portocarrero. Nel 1675 sposò María Luisa Manrique de Lara, da cui ebbe tre figli. Nel 1679 fu nominato viceré della Galizia ma non assunse mai l'incarico, dato che fu quasi immediatamente rinominato viceré della Nuova Spagna.

## Viceré della Nuova Spagna
Tomás de la Cerda fu nominato viceré della Nuova Spagna per sostituire l'arcivescovo Payo Enríquez de Rivera. Fece l'entrata formale a Città del Messico il 30 novembre 1680, assumendo ufficialmente l'incarico.

### Insurrezione del 1680
Durante il suo mandato 25 000 indiani divisi in 24 pueblo del Nuovo Messico si ribellarono contro gli spagnoli. Uccisero tutti gli europei che incontrarono, compresi coloni, militari e missionari. Ventuno missionari francescani furono uccisi il 10 agosto 1680. Gli indiani portarono un attacco a sorpresa contro Santa Fe, capitale della provincia. Fallito l'assalto, assediarono la città per dieci giorni. Gli spagnoli riuscirono a fuggire a Paso del Norte (oggi Ciudad Juárez, Chihuahua). Il viceré ripopolò la città di Santa Fe con 300 famiglie spagnole e meticcie, dandogli il titolo di città. Nel 1681 inviò una forza di cavalleria a Nueva Vizcaya per inseguire i ribelli indiani, ma costoro si rifiutarono di andare in battaglia. Aumentò anche la guarnigione stanziata nella regione.

### Spedizione Otondo
Nel 1681 Tomás de la Cerda Manrique de Lara mandò una nuova esplorazione in California, stavolta guidata dal capitano Isidro Otondo. Questa missione era incaricata di conquistare gli indiani colonizzando il territorio. Esplorarono la costa della Baja California fino a La Paz, tornando poi al porto di Navidad (Cihuatlán, Jalisco). A questa spedizione parteciparono anche tre missionari gesuiti, tra cui padre Eusebio Francesco Chini, in seguito divenuto famoso come missionario, esploratore e colonizzatore della Baja California, di Sonora e dell'Arizona. Chini era appena arrivato in Nuova Spagna, il 3 maggio 1681. I gesuiti erano in cerca di un posto in cui fondare una missione rivolta agli indiani. Come le precedenti spedizioni, anche questa fu un fallimento. Durò tre anni e costò 225 000 pesos.

### Conquista di Veracruz
Nel 1683 il pirata Lorencillo (Lorenzo Jácome) con 800 uomini attaccò Veracruz. Difeso in modo insufficiente il porto, gli abitanti si chiusero nelle chiese mentre i pirati saccheggiavano la città. Controllarono la città dal 17 al 23 maggio 1683. Quando gli spagnoli arrivarono a Veracruz per ingaggiare battaglia, i pirati fuggirono in mare. Partirono con enormi quantità di merci e 1500 ostaggi. Il bottino fu stimato in 7 milioni di pesos. Dopo aver lasciato Veracruz, i pirati si diressero verso Campeche e Yucatán per riservargli lo stesso trattamento.

### El Tapado
Il 22 maggio 1683 Antonio Benavides, marchese di San Vicente, sbarcò a Veracruz. Meglio conosciuto in seguito come El Tapado, disse di essere il visitador generale e governatore della Nuova Spagna nominato dalla regina Maria Anna d'Austria. Fu arrestato a Cuetlaxcoapa (Puebla), accusato di essere uno dei pirati di Lorencillo. Da qui fu portato in catene a Città del Messico. Il 12 luglio 1684 fu portato al patibolo, ma quando si presentò ci fu un'eclisse di sole. Nonostante il popolo vedesse in questo un segno, chiedendone la liberazione, fu ugualmente impiccato.

## Vecchiaia
Il mandato di de la Cerda fu allungato di tre anni da re Carlo II di Spagna. Il 16 novembre 1686 lasciò l'incarico al suo successore, Melchor Portocarrero. Il viceré e la moglie, María Luisa Manrique de Lara y Gonzaga, vantavano un'intensa amicizia con la grande poetessa messicana Sor Juana Inés de la Cruz.
Nel 1689 Don Antonio divenne membro del Consiglio delle Indie e Grande di Spagna. In seguito fu anche maggiordomo della regina Maria Anna d'Austria. Morì il 22 aprile 1692 a Madrid.